# Eoniscus simplicissimus
Eoniscus simplicissimus är en mångfotingart som beskrevs av Arcangeli 1935. Eoniscus simplicissimus ingår i släktet Eoniscus, ordningen banddubbelfotingar, klassen dubbelfotingar, fylumet leddjur och riket djur. Inga underarter finns listade i Catalogue of Life.